# 北港國際音樂文化藝術節

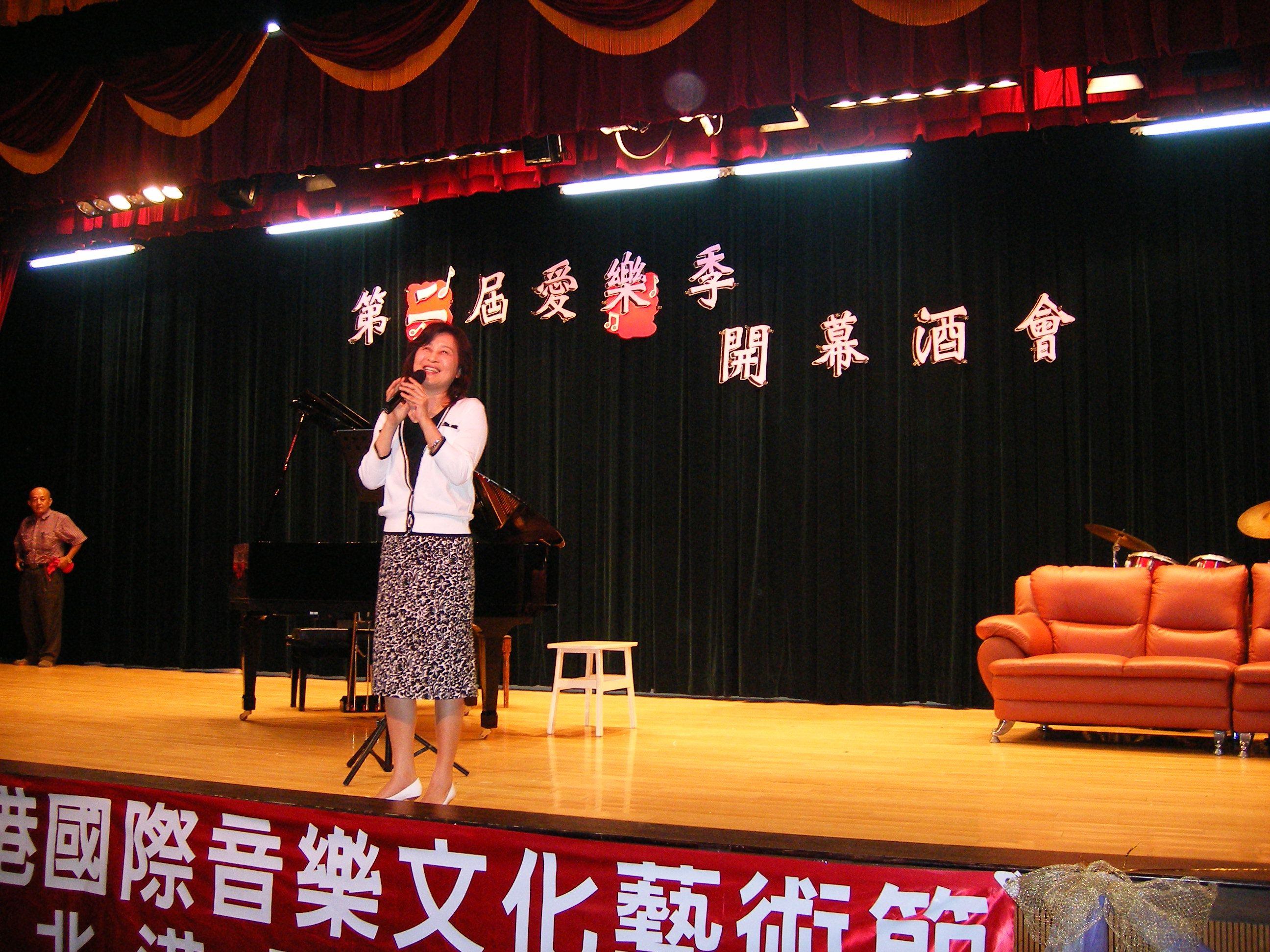
雲林縣長蘇治芬於首屆北港國際音樂文化藝術節開幕酒會

北港國際音樂文化藝術節 （Beigang International Music Festival）是由雲林縣北港愛樂協會主辦，首次在2006年舉行，受到政府單位及社會人士的支持與肯定。接著每年定期舉辦，至今成為雲林縣最大的國際文化藝術節。此音樂節提供一連串的音樂會，大部份是管樂（獨奏、重奏及管樂團）並在陳家湖音樂學院開辦音樂教學講座，節目的設計是由來自世界各地的音樂家（由雲林縣北港愛樂協會邀請）共同參與，此藝術節的音樂藝術總監是鋼琴家陳學孟。

## 北港小鎮
北港是台灣開台400年來最古老的小鎮，而北港朝天宮是全世界最有名的媽祖廟。除了宗教慶典及傳統地方文化外，也需要文化藝術來美化生活。所以愛樂協會決定每年在北港舉行國際文化藝術節，讓北港小鎮更活化，北港同時也是藝術節的重鎮，在此有許多場音樂會的演出及教學講座，也同時和青少年管樂團練習並演出。

## 歷史淵源
2005年舉辦北港樂團（成立於1925年）80週年慶暨北港愛樂季，2006雲林縣北港愛樂協會聘請陳學孟為音樂藝術總監，並把整個愛樂季提昇到國際層面，從此整個愛樂季受到聽眾熱烈的迴響，媒體的爭相報導更受到地方人士及政府機構的肯定。雲林縣縣長蘇治芬對此愛樂季相當重視，每年必親自蒞臨開幕儀式。2007年德國代特莫尔德音乐大学校長Martin Christian Vogel是當年的貴賓。

## 節目方案
音樂會除了大部份在北港媽祖文化大樓舉辦外，也安排在新營及斗六兩大城市來舉行。節目包括古典音樂、通俗音樂，還有公園廣場的文化晚會，在北港鎮外的田園蜜語西餐廳的酒館爵士樂，最後的閉幕高潮是北港青少年管樂團的演出。

## 贊助單位
公家行政機關有雲林縣政府、行政院文建會、內政部、北港朝天宮、北港鎮公所、雲林縣地方法院檢察署、雲林縣觀護志工協進會及台灣更生保護會雲林分會。教育機構如各社區之中小學及大專院校等。樂器公司有Kawai、Jupiter等，另外北港公司行號，醫生、老師及愛樂人士。2009獲得芬蘭西貝流士音樂大學(芬兰)的特別贊助。

## 媒體報導
台灣各大報紙的地方版及電視三台皆有報導，另外《新台灣新聞周刊》2007/08/02也有專題採訪。德國的Lippische Landeszeitung 對台灣德國的文化交流非常感興趣，也在2007年的愛樂季有篇幅報導。

## 音樂家
- Lauri Bruins，單簧管
- Anita Farkas，长笛
- Paz Aparicio García，薩克斯風
- Noémi Györi，长笛
- Wilfried Stefan Hanslmeier，长号
- Philipp Hutter，小喇叭
- Christina Jacobs，薩克斯風
- Anniina Karjalainen，小喇叭
- Sofia Kayaya，长笛
- Mizuho Kojima，长号
- Zoltán Kövér，小喇叭
- Anna Krauja，女高音
- Paavo Maijala，鋼琴家
- Lauri Sallinen，單簧管
- Juuso Wallin，法國號、指揮家、作曲家

## 雲林縣北港愛樂協會
該音樂節主辦單位為雲林縣北港愛樂協會，其會員皆於無薪給下自願工作。

## 外部連結
- 大紀元
- 新台灣新聞周刊
- 雲林縣[永久]